# Ахмадулин, Евгений Валерьевич
Евгений Валерьевич Ахмадулин (21 апреля 1944, Новочеркасск) — учёный, журналист, поэт, доктор филологических наук, профессор, член Союза журналистов России.

## Жизнь и творчество
Родился 21 апреля 1944 в городе Новочеркасске, рано потерял родителей, воспитывался в детских домах. В Тацинском детском доме  Евгений Валерьевич окончил семилетку.
В 1963 году окончил Новочеркасский химико-технологический техникум, затем работал слесарем на Волжском химическом комбинате. Окончил Ростовский государственный университет на отделении журналистики (заочно). С 1964 года Евгений Валерьевич служил в армии, в ракетных войсках в Литве, был старшим инструктором по комсомолу политотдела дивизии. Занимался литературной деятельностью, опубликовал стихи и корреспонденции в окружной газете, был составителем и редактором в литературных альманах дивизионных самодеятельных поэтов и писателей.
После службы в армии Евгений Валерьевич работал на Новочеркасском станкостроительном заводе, затем с 1971 года был штатным сотрудником новочеркасской городской газеты «Знамя коммуны».
В Московском государственном университете защитил кандидатскую диссертацию на тему «Печать Дона накануне и в годы первой русской революции 1893-1907 гг.».
С 1981 года был преподавателем в Ростовском государственном университете на отделении журналистики филологического факультета. В 1985—1990 работал заместителем  главного редактора научно-теоретического и прикладного журнала «Известия Северо-Кавказского научного центра высшей школы». Евгений Валерьевич был первым  главным редактором первой в России полноцветной газеты «Приазовский край».
Евгений Валерьевич Ахмадулин в 1996 году участвовал в съезде журналистов Дона, на котором был избран первым заместителем председателя правления, исполнительным директором Ростовской области организации Союза журналистов России.
В 2001 году Е. В. Ахмадулин защитил докторскую диссертацию по теме «Пресса легальных политических партий России начала XX века».
В настоящее время Евгений Валерьевич работает заведующим кафедрой теории журналистики в Южном федеральном университете.
Евгений Валерьевич Ахмадулин — профессор, член Союза журналистов России, действительный член Академии наук региональной печати России, член Большого жюри Союза журналистов России, заместитель председателя специализированного учёного совета по защите докторских и кандидатских диссертаций по специальности «журналистика», председатель учебно-методического отделения по журналистике Юга России, председатель жюри ежегодного творческого конкурса журналистов, издателей и полиграфистов при Департаменте по печати и телерадиовещанию Ростовской области.
Является автором четырёх монографий, учебных пособий и более ста статей по теории и истории журналистики.

## Труды
- История российской журналистики начала XX века. Ростов-на-Дону, 2008.
- Краткий курс теории журналистики: учеб. пособие: по спец. "Журналистика" для студентов фак. и отд-ний журналистики. Москва : Ростов-на-Дону, 2006.
- Основы теории журналистики: учебное пособие для студентов высших учебных заведений, обучающихся по направлению 030600 "Журналистика" и специальности 030601 "Журналистика". Ростов-на-Дону, 2009.
- Печать Дона в годы первой русской революции. Ростов-на-Дону, 1985.
- Правительственная печать России (конец XIX в. — февраль 1917 г.). Ростов-на-Дону, 2000.
- Пресса политических партий России начала XX века: издания либералов. Ростов-на-Дону, 2001.
- Пресса политических партий России начала XX века: издания консерваторов. Ростов-на-Дону, 2001.